# Helianthus divaricatus
Espèce
Classification phylogénétique
Helianthus divaricatus, ou Hélianthe à feuilles étalées, est une espèce de plantes de la famille des Asteraceae.